# Norska havet

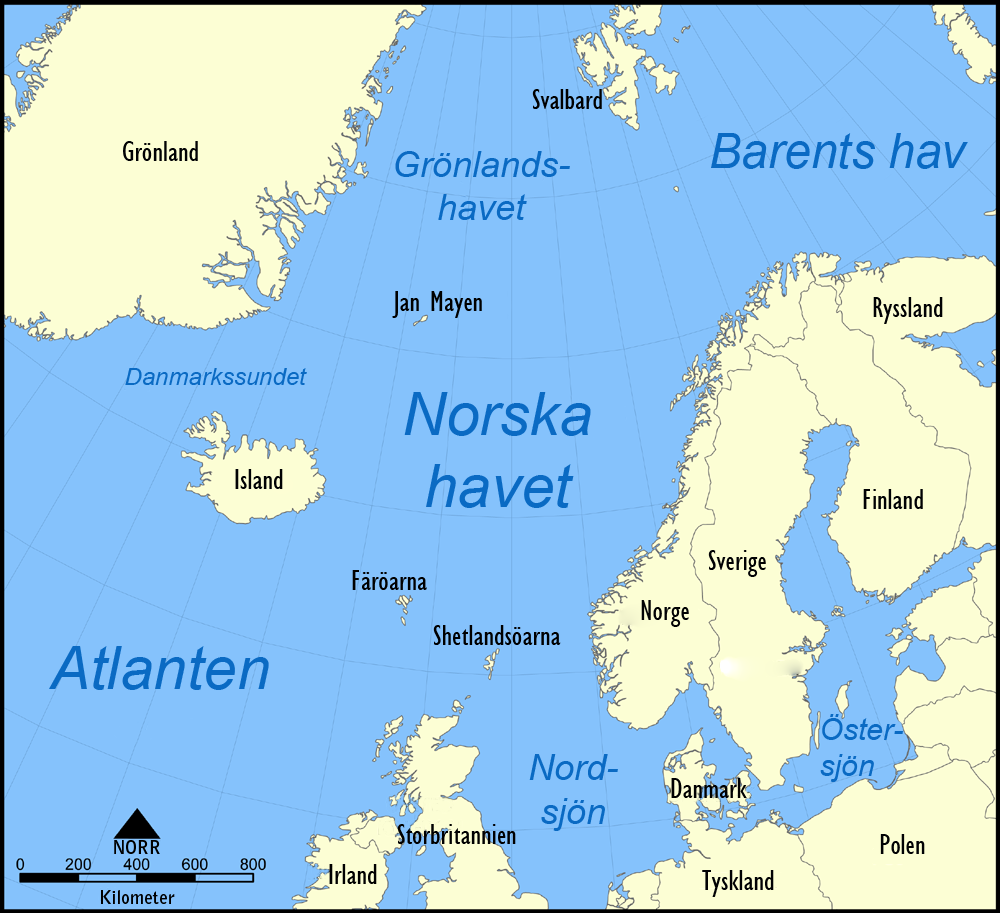
Norska havets läge.

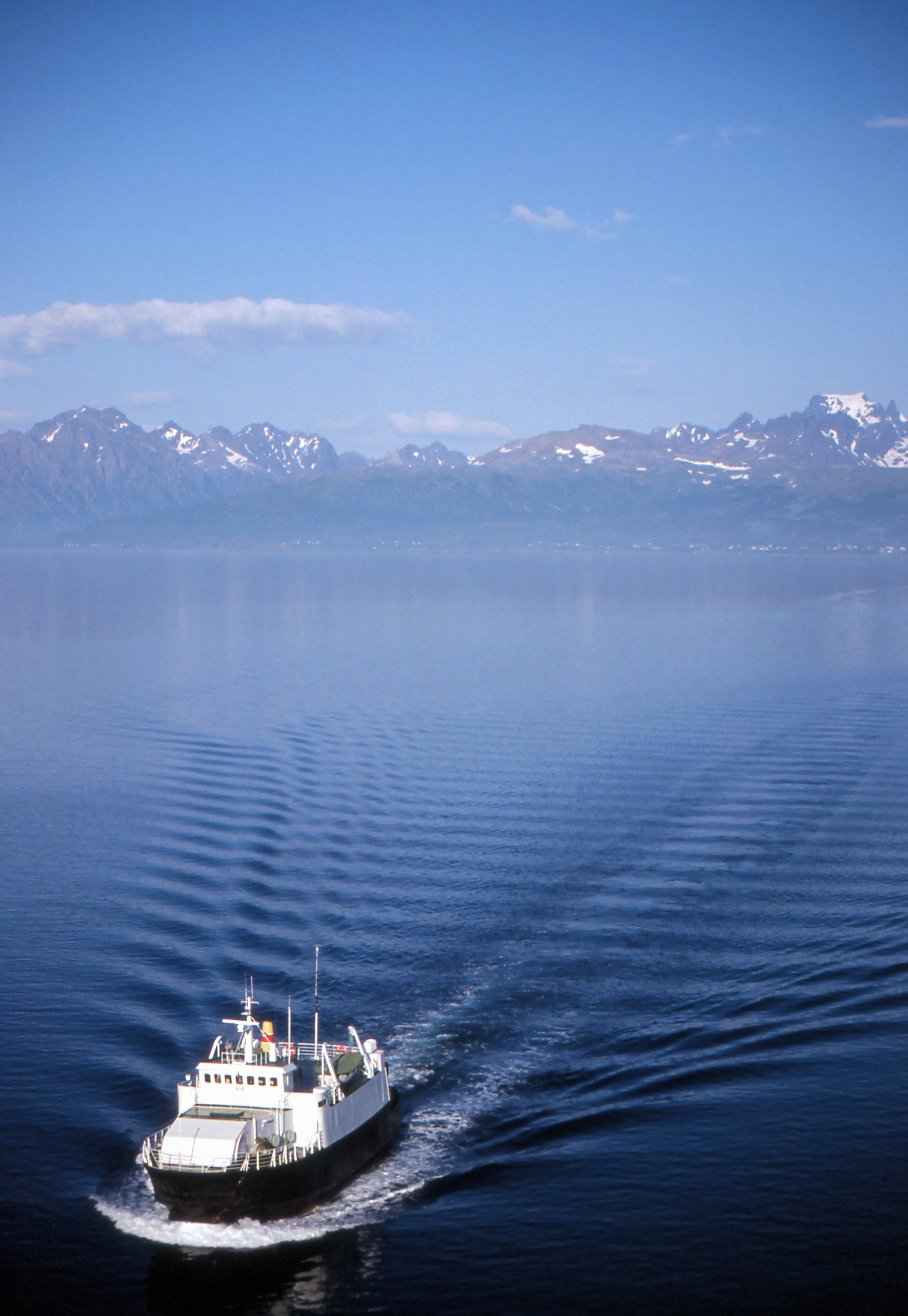
Färja utanför Lofoten, juni 1989.

Norska havet (norska: Norskehavet) är ett bihav till Atlanten, som ligger mellan kontinentala Norge, Bjørnøya, Spetsbergen, Jan Mayen, Island, Färöarna och Shetlandsöarna. Havet gränsar till Nordsjön i söder, Barents hav i nordost, Grönlandshavet i nordväst och centrala Nordatlanten i sydväst. Norska havet är starkt påverkat av Golfströmmen som för varmt atlantiskt vatten från sydväst mot Barents hav och Framsundet. I Norska havet finns stora gas- och oljefyndigheter. 

## Etymologi
Havet kallas också Europeiska nordhavet, men benämningen Norska havet blev allmänt accepterad under 1800-talet på initiativ av Henrik Mohn, sedan havet utforskats av norska vetenskapsmän.

## Geografi
Mot centrala Atlanten är det väl begränsat genom submarina åsar, som sammanbinder norra Skottland, Färöarna och Island samt ligger på ett djup av omkring 550 meter. Mellan Spetsbergen och Norge är en bred öppning till Barents hav, där djupet sannolikt uppgår till 750 meter. Den mest utmärkande egendomligheten för Norska havet är den stora olikheten i temperatur mellan dess östra och dess västra del. En arktisk ström, som går söderut längs Grönlands kust, för med sig stora fält av packis och inträder i norra Atlanten genom kanalen mellan Island och Grönland. Vattnet är där saltfattigt och iskallt. Däremot är havet på östra sidan alltid isfritt och har på 500 meter djup en temperatur av mer än 0 °C samt en salthalt av 35 promille eller mer. Det är en följd av den varma ström som går mellan Skottlands och Islands kust, som är en fortsättning av Golfströmmen. På större djup under denna ström är vattnet strax utanför norska kusten avkylt till omkring -1,2 °C. Norska havet har i hela centrala delen ett djup på sannolikt 3 000 meter. 
Norska havet uppvärmdes även under den senaste istiden av Golfströmmen.

## Djur och natur

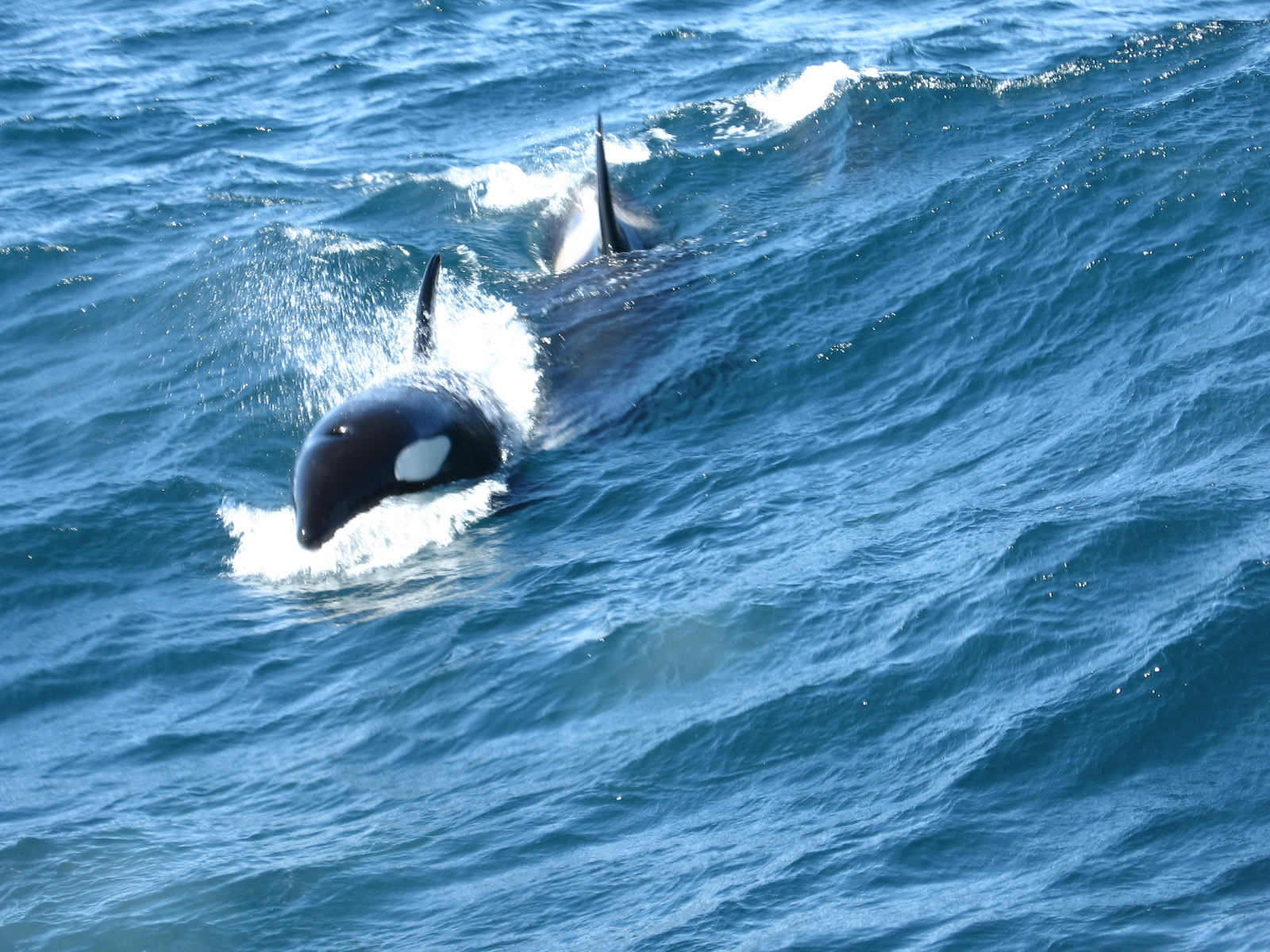
Späckhuggare simmar i Norska havet 2007.

På grund av Golfströmmens varma vatten har norska kusten ett djurliv, som vanligen anträffas under lägre breddgrader. Under 1800-talet bedrevs mycket säl- och valfångst. Sillgrisslor, alkor, måsar och andra sjöfåglar finns i stort antal vid Spetsbergen och längs kanten av isfälten. Utmed norska kusten sker ett högst lönande sill-, torsk-, makrill- och hummerfiske.

### Fotnoter
1. ↑  ”Norska havet”. Nordisk familjebok. 19 mars 1914. https://runeberg.org/nfbt/0027.html. Läst 20 november 2016.
2. ↑  Golfstrømmen stoppet ikke under forrige istid, Geoforskning.no (25 september 2014)